# Cardo (Gozón)
Cardo es una parroquia del concejo español de Gozón, perteneciente al Principado de Asturias.

## Historia
A finales del siglo XIX, la parroquia, ya por entonces parte del concejo de Gozón, tenía contabilizada una población de 380 habitantes. Aparece descrita en el Diccionario geográfico y estadístico de Asturias (1897) de José González Aguirre con las siguientes palabras:

CARDO [San Martín de]: parr. del conc. de Gozon, part. jud. de Avilés, á 4 leguas de Oviedo y 1 de Avilés: sit en una colina combatida por los aires del E. y con clima templado y muy sano. Comprende los l. de la Ren, el Riego y Romadonga. Confina al N. con Vioña; al E. con Bocines; al S. con Trasona y al O. con Ambiedes. Su terreno es de regular calidad y produce trigo, maíz, patatas, remolacha y algunas frutas; cría ganado vacuno, caballar, lanar y de cerda. Pobl. 95 vecinos, 380 habitantes.
(González Aguirre, 1897, p. 87)

En 2022, tenía empadronados 444 habitantes.

## Patrimonio
Hay en la parroquia una iglesia de San Martín.